# Subsidium
Et subsidium (flertal subsidier) er et tilskud til produktionen af en vare, typisk givet for at reducere dens salgspris. Begrundelsen for et subsidium kan være fordelingspolitisk, eller indførelsen kan begrundes med korrektionen af en markedsfejl, eksempelvis tilstedeværelsen af en positiv eksternalitet. I det sidstnævnte tilfælde er der tale om et såkaldt Pigousubsidium.
Ofte bruges betegnelsen "subsidier" også i bredere forstand om offentlig erhvervsstøtte i al almindelighed, uanset arten.